# 브라마닷타
브라마닷타(산스크리트어: ब्रह्मदत्तः)는 기원전 6세기에 앙가를 다스린 군주로, 앙가의 마지막 왕이다.

## 생애
브라마닷타는 마가다의 빔비사라와 동시대의 인물이었다. 그는 빔비사라의 아버지인 바티야를 물리쳤다. 아버지의 뒤를 이어 마가다의 왕이 된 빔비사라는 앙가를 정복한 후 브라마닷타를 죽여 아버지의 원수를 갚았다. 그 결과 앙가는 합병되었고, 아자타샤트루 왕자가 앙가의 수도 참파의 총독으로 임명되어 앙가 지역을 다스렸다.

## 같이 보기
- 빔비사라
- 앙가